# Rondalla

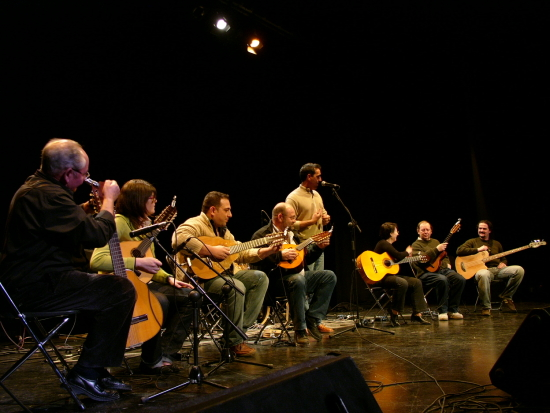
Grupo folclórico valenciano 'La Rondalla de la Costera' actuando en directo en Denia

La rondalla  es un conjunto musical conformado por instrumentos de cuerda que se tocan generalmente con el plectro y se conocen como instrumentos de cuerda pulsada. Tiene su origen en la España medieval, especialmente en la antigua Corona de Aragón: Aragón,  Valencia y Cataluña, y también en la región de Murcia. La tradición pasó a la América española y a otros lugares como Filipinas.

## Historia

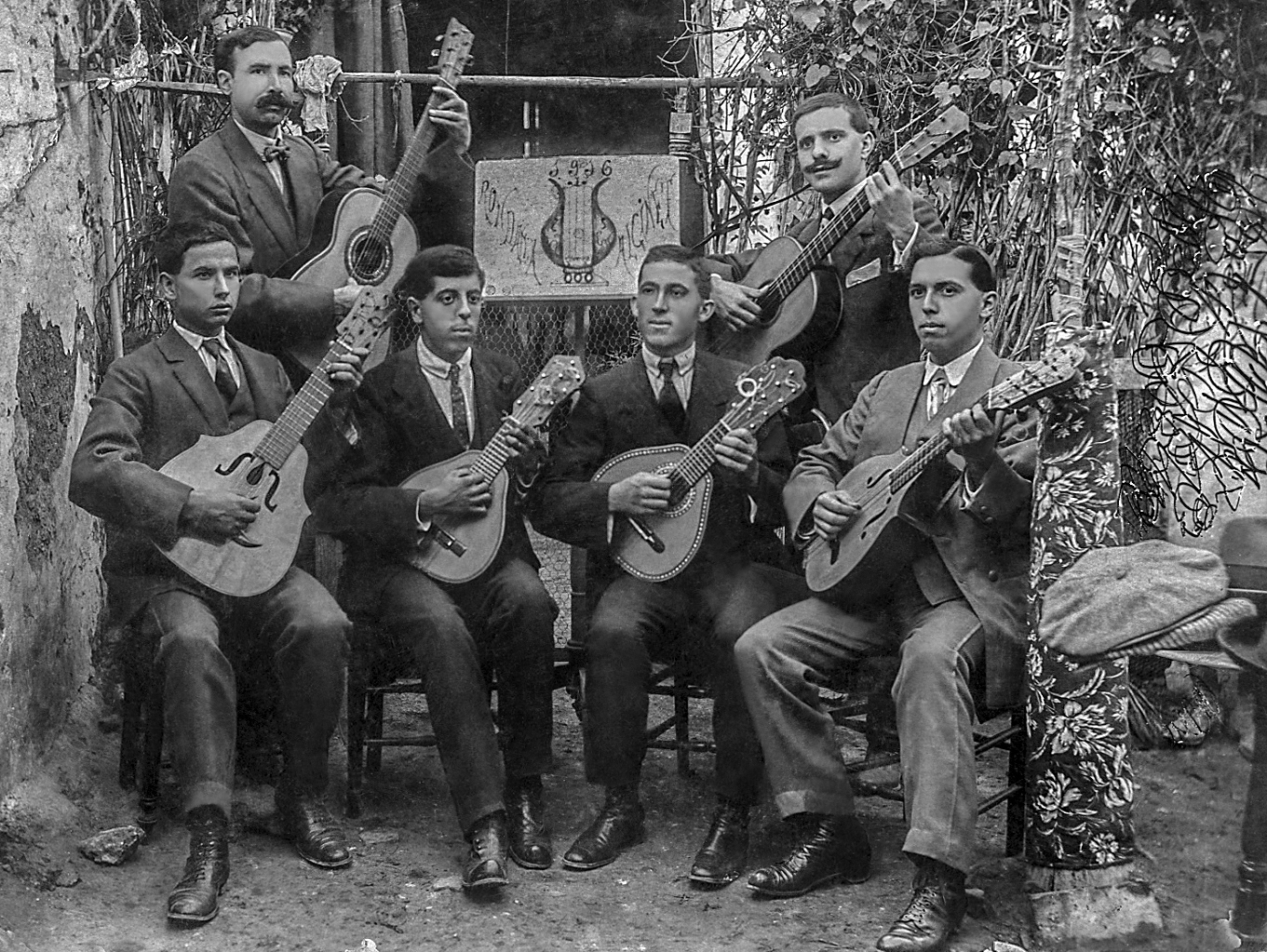
Rondalla Alginet, principio del

La rondalla tiene sus orígenes en las bandas que tocaban en España en el siglo XVI que fueron las precursoras de la "Rondalla Moderna"  y que se dividieron en cuatro tipos distintos de grupos musicales: jóvenes que tocaban y cantaban normalmente delante de las casas, bandas de músicos conocidas como murga que pedían limosna en las calles, las comparsas: agrupaciones que tocaban en un escenario, y los grupos de músicos universitarios conocidos como estudiantina o "tuna".
Los instrumentos musicales utilizados generalmente por los miembros de una rondalla son: mandolinas, violines, guitarras, laúdes, bandurrias, flautas, violonchelos, bajos, panderetas, castañuelas, y triángulos. En España y México, los músicos de la estudiantina durante la era del romanticismo musical vestían el traje más popular del siglo XVI que consistía en pantalones cortos, camisas de terciopelo adornadas y una capa corta con cintas multicolores".
En la actualidad, el uso de las redes sociales permite localizar, identificar y distinguir rondallas, que forman grupos, páginas o blogs para dar a conocer su historia, actividades y servicios. Tan solo en México es posible encontrar más de 400 rondallas.

## Instrumentos en España
Algunos instrumentos utilizados en España para la Rondalla Primitiva fueron influenciados por los instrumentos musicales mozárabes de la época, entre ellos la guitarra, el guitarrillo, la flauta, la vihuela española, la mandolina, las castañuelas y la pandereta. A veces también se utilizaron instrumentos de una gama más amplia tales como la vihuela mexicana, el violín y el violonchelo, marimbas, el xilófono, el arpa, y los timbales.
Hoy día los instrumentos más frecuentes de las rondallas suelen ser el laúd, la bandurria y la guitarra, también a veces alguna pandereta, ukelele o un timple canario. Otro instrumento a veces incorporado por algunas rondallas es la mandolina.

## Rondallas en México
En el presente las rondallas son más modernas y expresivas, con letras que vibrantes, y aun así siguen con el tema tradicional del amor y melancolía de las serenatas nocturnas.
En México tienen su origen en la década de 1940 aunque algunos registros hablan de agrupaciones similares anteriores, como la Rondalla de Tata Nacho que más parecía una pequeña orquesta, pero fue el primero en usar tal denominación en México. La rondalla al estilo mexicano tiene las características de utilizar como principales instrumentos guitarras, requintos, contrabajos y varias voces, además de un poeta en determinados casos.
La Rondalla Tapatía es la primera con formato tradicional en surgir (1962). Después de esta empezó a surgir en México una ola de Rondallas tradicionales, siendo las más conocidas la Rondalla de Saltillo, la Rondalla del Chato Franco, la Rondalla Queretana (1965), la Rondalla Diamantina de Querétaro  y la Rondalla Potosina. La gran mayoría de las agrupaciones anteriormente mencionadas surgieron en la capital, aunque en estados más alejados también surgieron grandes bandas como la Rondalla Azul (1968)  la Rondalla Universitaria de Chihuahua (1969) y la Rondalla Tamaulipeca (1969).
En el estado de Chiapas, México sobresalen algunas rondallas como por ejemplo la del Colegio de Bachilleres Plantel 11 de la Ciudad de San Cristóbal de Las Casas dirigida por el profesor Wilbert García; así como la Rondalla Sentimiento de Poetas que reunió en su mejor momento (1999-2003) a escritores de poesía y oratoria de la radio XEWM en la Ciudad de San Cristóbal de Las Casas, misma que fue dirigida por el Maestro Manuel Delfino Gómez Jiménez; finalmente la rondalla Sentimiento Romántico de la Escuela Normal Mactumatzá tuvo su apogeo entre los años de 1996 a 2005 periodo en el cual mostró con elegancia la interpretación acústica y electrónica desde la Ciudad de Tuxtla Gutiérrez.

## Rondallas en Filipinas
Durante el periodo colonial español en las Indias Orientales, la rondalla fue llevada a las Filipinas. Allí, ciertos instrumentos fueron adoptados por los nativos, especialmente la guitarra y bandurria utilizados en la Bahay Kubo. El uso del término comparsa fue común en los siglos XVI y XVII, sin embargo, durante la etapa estadounidense en Filipinas, el término rondalla ganó mucha popularidad.
En la actualidad el término rondalla en Filipinas se refiere a cualquier grupo de instrumentos de cuerda que se tocan utilizando el plectro. Los instrumentos filipinos están confeccionados por indígenas usando madera, mientras que la púa o púas, están hechas de caparazón de tortuga. Otros instrumentos de cuerda que componen el estándar de la rondalla filipina son: el laúd, la octavina, el contrabajo, y el bajo acústico. El repertorio de la rondalla filipina incluye canciones populares, como el collar de sampaguita, la bella filipina, No te vayas a Zamboanga,  balitaw  y kundiman,  Balse  (vals), danza, marcha musical, melodías clásicas y contemporáneas, extranjeras o filipinas.

## Festival de Rondallas Tunas de Quito
Se trata de un evento que se realiza desde el año 2003 en la conmemoración de la ciudad, con el auspicio del  el Municipio de Quito y la Casa de la Cultura Ecuatoriana  y trata trata de revivir la tradicional serenata quiteña. Generalmente intervienen 5 agrupaciones que interpretan música tradicional del Ecuador tales como pasacalles, sanjuanitos, albazos, pasillos para destacar y mantener vivo este elemento cultural y dar a conocer diversos grupos musicales que se forman en las universidades, colegios y gremios del país.